# It's a Good Life (The Twilight Zone)
"It’s a Good Life"is een aflevering van het derde seizoen van de Amerikaanse televisieserie The Twilight Zone. Het verhaal is gebaseerd op het gelijknamige verhaal van auteur Jerome Bixby.

## Plot

### Opening
De aflevering begint met Rod Serling, die de kijker uitlegt dat dit een uniek verhaal is, en daarom om een aangepaste introductie vraagt. Op een kaart van de Verenigde Staten wijst hij het fictieve plaatsje Peaksville aan. Hij vertelt de kijker dat op een dag niet zo lang geleden de rest van de wereld plotseling verdween en Peaksville als enige overbleef. De inwoners weten niet of hun stadje getransporteerd is naar een andere plek, of dat de rest van de wereld is vernietigd en hun stad als enige nog bestaat. Maar een ding weten ze wel: dit alles is veroorzaakt door een monster dat die dag in het plaatsje kwam wonen. Het monster had tevens auto’s en elektriciteit weggenomen daar ze hem niet aanstonden.
Vervolgens toont Rod een paar inwoners van Peaksville, waaronder de familie Fremont, in wiens huis het monster woont. Ten slotte toont hij het monster zelf: een zesjarig jongetje genaamd Anthony.

### Verhaal
Anthony Fremont ziet eruit als ieder normaal kind, maar schijn bedriegt. Hij is een mutant met vrijwel ongelimiteerde krachten. Hij kan de realiteit veranderen met enkel zijn gedachten. Anthony kan gedachten lezen en derhalve zijn de bewoners van Peaksville gedwongen altijd aan vrolijke dingen te denken en positief te reageren, uit angst Anthony kwaad te maken. Indien een bewoner zich Anthonys woede op de hals haalt, wordt hij of zij direct door hem naar "het maïsveld" gestuurd. Wat dit maïsveld (Engels: cornfield) precies is, weet niemand (en in de aflevering wordt het ook niet onthuld), maar men gaat ervan uit dat het een zeer akelige plek is. Anthony beheerst het stadje volledig met zijn krachten.
Het merendeel van de aflevering draait om de verjaardag van Dan Hollis. In een aangeschoten bui kan Dan zich niet langer inhouden en schreeuwt tegen Anthony wat een monster hij is. Hij smeekt de anderen Anthony te doden nu dat kan, maar iedereen is te bang om in te grijpen. Anthony verandert Dan in een duiveltje-uit-een-doosje en transporteert hem naar het maïsveld. De andere inwoners blijven positief en zeggen Anthony dat het goed is wat hij met Dan gedaan heeft en dat het een geweldig leven is.

### Einde
No comment here, no comment at all. We only wanted to introduce you to one of our very special citizens, little Anthony Fremont, age 6, who lives in a village called Peaksville in a place that used to be Ohio. And if by some strange chance you should run across him, you had best think only good thoughts. Anything less than that is handled at your own risk, because if you do meet Anthony you can be sure of one thing: you have entered the Twilight Zone.

## Verschillen met het verhaal
De aflevering bevat een aantal verschillen met het originele verhaal van Bixby. In het verhaal beschrijft Bixby Anthony als een kind dat er duidelijk anders uitziet. In de aflevering ziet hij er normaal uit. Ook was het gezien het budget van de serie niet mogelijk om de vele dingen die Anthony in het verhaal doet realistisch neer te zetten in de serie. Derhalve blijven de meeste van Anthonys creaties buiten beeld, en verandert hij Dan slechts in een stuk speelgoed waar hij hem in het boek verandert in "iets wat nog niemand had gezien".

## Bewerkingen en parodieën
- Een van Serlings nooit voltooide plannen was het maken van een film over deze aflevering.
- Een remake van de aflevering werd verwerkt in de film Twilight Zone: The Movie. In deze remake beperkt Anthony zich echter tot zijn huis en gebruikt zijn krachten nooit op het hele stadje, en uiteindelijk bekeert hij zich.
- In de tweede heropleving van de Twilight Zone kreeg de aflevering een vervolg getiteld It's Still a Good Life.
- De aflevering werd geparodieerd in The Simpsons in de aflevering "Treehouse Of Horror II", met Bart Simpson in de rol van Anthony.
- Een andere parodie op de aflevering komt voor in de serie Johnny Bravo, waarin Johnny op een baby moet passen die krachten heeft gelijk aan die van Anthony. In deze aflevering wordt Johnny een paar maal naar een letterlijk maïsveld net buiten het huis getransporteerd.
- In een aflevering van de televisieserie The Justice League komt een jonge mutant voor die met zijn krachten een heel stadje heeft veranderd in een replica van zijn favoriete stripserie.